# Tour de Dubai
El Tour de Dubai fue una competición de ciclismo en ruta por etapas que se disputaba en el emirato de Dubái.
Los organizadores de la carrera fueron el Consejo de Deportes de Dubái en asociación con RCS Sport (organizador del Giro de Italia) y la primera edición de esta carrera se llevó a cabo del 5 al 8 de febrero de 2014. Su recorrido constaba de cuatro etapas y fue incluida en el calendario ciclístico internacional asiático, dentro de la categoría 2.1. Para 2015 la carrera ascendió a categoría 2.HC, máxima dentro de este calendario.
Después de varios años exitosos como el Tour de Dubai, el Consejo de Deportes de Dubai en asociación con RCS Sport se propuso que a partir del año 2019 se fusionase con la carrera Tour de Abu Dhabi para realizar una única carrera en el país emiratí. La fusión de ambas supondría la creación de una sola carrera que tendría por nombre UAE Tour con inicio en Abu Dhabi y finalización en Dubai manteniendo la categoría UCI WorldTour que ostentaba el Tour de Abu Dhabi.

## Palmarés
| Año  | Ganador        | Segundo           | Tercero           |
| ---- | -------------- | ----------------- | ----------------- |
| 2014 | Taylor Phinney | Stephen Cummings  | Lasse Norman Leth |
| 2015 | Mark Cavendish | John Degenkolb    | Juanjo Lobato     |
| 2016 | Marcel Kittel  | Giacomo Nizzolo   | Juanjo Lobato     |
| 2017 | Marcel Kittel  | Dylan Groenewegen | John Degenkolb    |
| 2018 | Elia Viviani   | Magnus Cort       | Sonny Colbrelli   |

## Palmarés por países
| País           | Victorias |
| -------------- | --------- |
| Alemania       | 2         |
| Estados Unidos | 1         |
| Reino Unido    | 1         |
| Italia         | 1         |